# Juncus soranthus
Juncus soranthus là một loài thực vật có hoa trong họ Juncaceae. Loài này được Schrenk mô tả khoa học đầu tiên năm 1843.